# Wybory do Senatu Republiki Czeskiej w 2018 roku
Wybory do Senatu Republiki Czeskiej w 2018 roku odbyły się 5 i 6 października (I tura) oraz 12 i 13 października 2018 roku (II tura), zgodnie z postanowieniem prezydenta Miloša Zemana z 23 maja 1998 roku. Wybrano w nich na sześcioletnią kadencję 27 senatorów, odnawiając tym samym 1/3 składu Senatu.
Zwycięzcą wyborów została Obywatelska Partia Demokratyczna (ODS), zdobywając 10 mandatów i zyskując ogółem największą reprezentację w Senacie na kadencję 2018–2020. Miejsca w izbie wyższej parlamentu zdobyli także kandydaci dziewięciu dalszych partii i ruchów politycznych: ANO 2011 (ANO), Burmistrzów i Niezależnych (STAN), Czeskiej Partii Piratów (Piráti), Czeskiej Partii Socjaldemokratycznej (ČSSD), Marek Hilšer do Senatu (MHS), Ostrawiaka (Ostravak), Senatora 21 (SEN 21), TOP 09 oraz Unii Chrześcijańskiej i Demokratycznej – Czechosłowackiej Partii Ludowej (KDU-ČSL). Mandaty senatorskie zdobyło również troje kandydatów niezależnych.
Pierwsza tura wyborów odbyła się równocześnie z wyborami do rad gmin.

## Ordynacja wyborcza
Podstawą do przeprowadzenia wyborów była Ustawa z dnia 27 września 1995 o wyborach do Parlamentu Republiki Czeskiej oraz zmianie i uzupełnieniu niektórych innych ustaw (Zákon ze dne 27. září 1995 o volbách do Parlamentu České republiky a o změně a doplnění některých dalších zákonů). Głosowanie odbyło się jedynie w części państwa – w 27 okręgach jednomandatowych o numerach {\displaystyle 2+3n} (2, 5, 8...) – gdyż co dwa lata odnawiana jest 1/3 składu izby (27 z 81 mandatów).
Głosowanie przeprowadzono na zasadzie większości bezwzględnej. Jeśli żaden z kandydatów nie uzyskał w danym okręgu ponad 50% głosów ważnych, po sześciu dniach od zakończenia głosowania odbywała się decydująca tura z udziałem 2 kandydatów z najlepszymi wynikami w I turze. Liczba ludności żadnego z okręgów nie mogła niższa lub wyższa o 15% od średniej liczby mieszkańców przypadającej na mandat w skali państwa (tzw. normy przedstawicielskiej).
Czynne prawo wyborcze przysługiwało każdemu obywatelowi Republiki Czeskiej, który najpóźniej w drugim dniu głosowania (I tura) ukończył 18. rok życia. Bierne prawo wyborcze miały osoby z prawem czynnym, które najpóźniej w drugim dniu głosowania ukończyły 40. rok życia. Zgłaszać kandydatów mogły partie i ruchy polityczne oraz ich koalicje, ponadto prawo wysunięcia swojej kandydatury przysługiwało każdemu wyborcy, który przedłożył okręgowej komisji wyborczej 1000 podpisów poparcia wyborców zamieszkałych w danym okręgu.

## Podział miejsc w Senacie przed wyborami
| Partia lub ruch zgłaszający                                        | Kadencja  | Kadencja  | Kadencja  | Łącznie |
| Partia lub ruch zgłaszający                                        | 2012–2018 | 2014–2020 | 2016–2022 | Łącznie |
| ------------------------------------------------------------------ | --------- | --------- | --------- | ------- |
| Czeska Partia Socjaldemokratyczna                                  | 11        | 10        | 2         | 23      |
| Unia Chrześcijańska i Demokratyczna – Czechosłowacka Partia Ludowa | 3         | 5         | 6         | 14      |
| Obywatelska Partia Demokratyczna                                   | 4         | 2         | 3         | 9       |
| Burmistrzowie i Niezależni                                         | 2         | 3         | 3         | 8       |
| ANO 2011                                                           | 0         | 3         | 3         | 6       |
| Partia Zielonych                                                   | 1         | 2         | 1         | 4       |
| TOP 09                                                             | 0         | 0         | 2         | 2       |
| Bezpartyjni                                                        | 0         | 0         | 1         | 1       |
| Czeska Partia Piratów                                              | 1         | 0         | 0         | 1       |
| Komunistyczna Partia Czech i Moraw                                 | 1         | 0         | 0         | 1       |
| Obywatele Patrioci                                                 | 0         | 0         | 1         | 1       |
| Obywatele Razem – Niezależni                                       | 0         | 0         | 1         | 1       |
| Ostrawiak                                                          | 1         | 0         | 0         | 1       |
| Partia Przedsiębiorców Republiki Czeskiej                          | 0         | 1         | 0         | 1       |
| Ruch na rzecz Pragi 11                                             | 0         | 0         | 1         | 1       |
| Senator 21                                                         | 0         | 1         | 0         | 1       |
| Severočeši.cz                                                      | 0         | 0         | 1         | 1       |
| Zjednoczeni Demokraci – Stowarzyszenie Niezależnych                | 0         | 0         | 1         | 1       |
| Kandydaci niezależni                                               | 1         | 0         | 1         | 2       |
| Wakaty                                                             | 2         | 0         | 0         | 2       |
| Ogółem                                                             | 27        | 27        | 27        | 81      |

Kolumna wyróżniona odcieniem czerwieni wskazuje liczbę mandatów senatorskich wygasających i obsadzanych na nowo w 2018 roku. Do wyborów nie stanęło sześciu dotychczasowych przedstawicieli Czeskiej Partii Socjaldemokratycznej, dwoje dotychczasowych senatorów Obywatelskiej Partii Demokratycznej, po jednym reprezentancie Burmistrzów i Niezależnych oraz Partii Zielonych, a także jeden senator niezależny (patrz: lista senatorów nieubiegających się o reelekcję).
Wybory do Senatu w 2018 roku odbywały się w rok po wyborach do Izby Poselskiej, których wynikiem było powstanie dwóch rządów mniejszościowych Andreja Babiša, przewodniczącego ANO. Pierwszy z nich, urzędujący od grudnia 2017 do czerwca 2018, opierający się wyłącznie o partię ANO, nie uzyskał wotum zaufania w Izbie Poselskiej i złożył dymisję. Drugi kabinet, utworzony dzięki zawarciu przez ANO koalicji rządowej z ČSSD, otrzymał wotum zaufania przy wsparciu KSČM (ta nie weszła jednak w skład koalicji). Przed wyborami do Senatu w 2018 roku koalicja rządowa nie posiadała większości bezwzględnej ani w izbie niższej parlamentu, ani w wyższej, gdyż w Senacie reprezentowało je tylko 29 na 81 deputowanych.
W 2018 roku – w styczniu – odbyły się również w Czechach wybory prezydenckie. Reelekcję uzyskał w nich Miloš Zeman, pokonując w drugiej turze głosowania Jiříego Drahoša. Drugi z nich ubiegał się następnie o mandat senatora (wysunięty przez STAN w ramach koalicji wyborczej KDU-ČSL, SZ, STAN i TOP 09), podobnie jak kilku dalszych kandydatów z wyborów prezydenckich: Pavel Fischer (niezależny), Petr Hannig (Rozumni), Marek Hilšer (ruch Marek Hilšer do Senatu) i Jiří Hynek (Realiści).
Przewodniczącym Senatu przed wyborami był Milan Štěch z ČSSD, sprawujący tę funkcję od listopada 2010 roku.

## Lista senatorów, którzy nie ubiegali się o reelekcję
Podano nazwę partii lub ruchu zgłaszającego danego kandydata do poprzednich wyborów.
| Okręg wyborczy      | Imię i nazwisko   | Partia lub ruch zgłaszający |
| ------------------- | ----------------- | --------------------------- |
| 2 – Sokolov         | Zdeněk Berka      | ČSSD                        |
| 17 – Praga 12       | Tomáš Grulich     | ODS                         |
| 23 – Praga 8        | Daniela Filipiová | ODS                         |
| 29 – Litomierzyce   | Hassan Mezian     | ČSSD                        |
| 38 – Mladá Boleslav | Jaromír Jermář    | ČSSD                        |
| 41 – Benešov        | Luděk Jeništa     | STAN                        |
| 44 – Chrudim        | Jan Veleba        | niezależny                  |
| 47 – Náchod         | Lubomír Franc     | ČSSD                        |
| 50 – Svitavy        | Radko Martínek    | ČSSD                        |
| 53 – Třebíč         | František Bublan  | ČSSD                        |
| 59 – Brno-miasto    | Eliška Wagnerová  | SZ                          |

## Pierwsza tura
O 27 mandatów senatorskich ubiegało się 218 kandydatów zgłoszonych przez partie i ruchy polityczne oraz 18 niezależnych. Kandydatów we wszystkich okręgach wysunęły Komunistyczna Partia Czech i Moraw oraz Wolność i Demokracja Bezpośrednia; ponadto w ponad połowie okręgów zarejestrowano przedstawicieli Czeskiej Partii Socjaldemokratycznej (23), ANO 2011 (22) i Obywatelskiej Partii Demokratycznej (18).
Spośród stronnictw reprezentowanych w Senacie 11 nie musiało bronić w 2018 roku wygasających mandatów: ANO 2011, Bezpartyjni, Burmistrzowie na rzecz Kraju Libereckiego, Obywatele Patrioci, Obywatele Razem – Niezależni, Partia Przedsiębiorców Republiki Czeskiej, Ruch na rzecz Pragi 11, Senator 21, Severočeši.cz, TOP 09 i Zjednoczeni Demokraci – Stowarzyszenie Niezależnych. Łącznie o ponowny wybór ubiegało się czworo senatorów ČSSD, trzech przedstawicieli KDU-ČSL oraz po jednym deputowanym KSČM, ODS, Ostravaka, Piratów i STAN; ponadto reprezentująca dotąd ČSSD Eva Syková wystartowała jako kandydatka ANO.
Pierwsza tura głosowania rozpoczęła się 5 października 2018 (godziny 14–22), a zakończyła kolejnego dnia (godziny 8–14). Frekwencja wyniosła 42,26%; najwyższa była w okręgu nr 41 – Benešov (49,73%), najniższa w okręgu nr 71 – Ostrawa-miasto (29,76%).
Dzięki uzyskaniu bezwzględnej większości głosów mandaty senatorskie w I turze zdobyło dwóch kandydatów: Jiří Čunek z ramienia KDU-ČSL (okręg nr 77 – Vsetín) i Jiří Drahoš, zgłoszony przez STAN (okręg nr 20 – Praga 4). W pozostałych 25 okręgach konieczne było przeprowadzenie kolejnej tury wyborów; w dziewięciu z nich na 1. miejscu znajdowali się kandydaci ODS, w czterech – STAN, w dwóch – ČSSD i KDU-ČSL oraz niezależni, w jednym – ANO, MHS, Ostravaka, Piratów, SEN 21 i TOP 09.

## Druga tura
W decydującej turze wyborów zmierzyli się kandydaci: Obywatelskiej Partii Demokratycznej (11), ANO 2011 (10), Burmistrzów i Niezależnych oraz Czeskiej Partii Socjaldemokratycznej (po 5), Unii Chrześcijańskiej i Demokratycznej – Czechosłowackiej Partii Ludowej (4), Czeskiej Partii Piratów i Senatora 21 (po 3), TOP 09 (2), Komunistycznej Partii Czech i Moraw, Partii Przedsiębiorców Republiki Czeskiej oraz ruchu Marek Hilšer do Senatu (po 1), a także troje kandydatów niezależnych. Najwięcej było pojedynków między przedstawicielami ANO i ODS, ANO i STAN oraz ČSSD i ODS – po trzy.
Drugą turę przeprowadzono 12 i 13 października 2018 w godzinach analogicznych do poprzedniej rundy głosowania.  Frekwencja była niemal trzykrotnie niższa niż tydzień wcześniej – 16,49%; najwięcej osób zagłosowało w okręgu nr 47 – Náchod (22,18%), najmniej ponownie w okręgu nr 71 – Ostrawa-miasto (9,23%).
Zwycięzcą wyborów została ODS, która zdobyła 10 mandatów. Miejsca w Senacie uzyskało również dziewięć dalszych partii i ruchów, których przedstawiciele znaleźli się w II turze: STAN – 4 (łącznie 5), KDU-ČSL – 2 (łącznie 3) oraz ANO, ČSSD, MHS, Ostravak, Piraci, SEN 21 i TOP 09 – wszystkie po 1, a także troje kandydatów niezależnych. Najlepszy procentowo wynik w ponownym głosowaniu – 78,08% – uzyskał Pavel Fischer. Spośród senatorów wyłonionych w II turze 23 uzyskało najlepszy wynik także tydzień wcześniej, zaś dwoje zajęło w I turze 2. pozycję.

## Wyniki wyborów
Źródło: Český statistický úřad. 
| Obywatelska Partia Demokratyczna (ODS)                                       | 163 630   | 15,02  | 116 376 | 27,86  | 0 | 10 | 10 |  |  |
| Burmistrzowie i Niezależni (STAN)                                            | 79 025    | 7,25   | 47 317  | 11,33  | 1 | 4  | 5  |  |  |
| Unia Chrześcijańska i Demokratyczna – Czechosłowacka Partia Ludowa (KDU-ČSL) | 99 983    | 9,12   | 34 833  | 8,34   | 1 | 1  | 2  |  |  |
| ANO 2011 (ANO)                                                               | 147 477   | 13,53  | 57 500  | 13,76  | 0 | 1  | 1  |  |  |
| Czeska Partia Socjaldemokratyczna (ČSSD)                                     | 100 478   | 9,22   | 33 887  | 8,11   | 0 | 1  | 1  |  |  |
| Czeska Partia Piratów (Piráti)                                               | 66 281    | 6,08   | 17 528  | 4,20   | 0 | 1  | 1  |  |  |
| TOP 09                                                                       | 41 980    | 3,85   | 22 580  | 5,40   | 0 | 1  | 1  |  |  |
| Senator 21 (SEN 21)                                                          | 33 860    | 3,11   | 24 250  | 5,80   | 0 | 1  | 1  |  |  |
| Marek Hilšer do Senatu (MHS)                                                 | 15 045    | 1,38   | 11 903  | 2,85   | 0 | 1  | 1  |  |  |
| Ostrawiak (Ostravak)                                                         | 6 178     | 0,57   | 4 906   | 1,17   | 0 | 1  | 1  |  |  |
| Komunistyczna Partia Czech i Moraw (KSČM)                                    | 80 371    | 7,38   | 3 578   | 0,86   | 0 | 0  | 0  |  |  |
| Partia Przedsiębiorców Republiki Czeskiej (Soukromníci)                      | 12 265    | 1,12   | 7 176   | 1,72   | 0 | 0  | 0  |  |  |
| Wolność i Demokracja Bezpośrednia (SPD)                                      | 70 110    | 6,43   | —       | —      | 0 | —  | 0  |  |  |
| Pozostałe partie i ruchy polityczne (29)                                     | 78 099    | 7,17   | —       | —      | 0 | —  | 0  |  |  |
| Kandydaci niezależni (18)                                                    | 95 507    | 8,76   | 35 938  | 8,60   | 0 | 3  | 3  |  |  |
|                                                                              |           |        |         |        |   |    |    |  |  |
| Ogółem                                                                       | 1 089 689 | 100,00 | 417 772 | 100,00 | 2 | 25 | 27 |  |  |
| Głosy nieważne                                                               | 46 573    | 4,10   | 2 151   | 0,51   |   |    |    |  |  |
| Koperty nieoddane                                                            | 23 341    | 2,01   | 195     | 0,05   |   |    |    |  |  |
| Frekwencja                                                                   | 1 159 603 | 42,26  | 420 118 | 16,49  |   |    |    |  |  |

## Podział miejsc w Senacie po wyborach
| Partia lub ruch zgłaszający                                        | Kadencja  | Kadencja  | Kadencja  | Łącznie | +/– |
| Partia lub ruch zgłaszający                                        | 2014–2020 | 2016–2022 | 2018–2024 | Łącznie | +/– |
| ------------------------------------------------------------------ | --------- | --------- | --------- | ------- | --- |
| Obywatelska Partia Demokratyczna                                   | 2         | 3         | 10        | 15      | 6   |
| Czeska Partia Socjaldemokratyczna                                  | 10        | 2         | 1         | 13      | 10  |
| Unia Chrześcijańska i Demokratyczna – Czechosłowacka Partia Ludowa | 5         | 6         | 2         | 13      | 1   |
| Burmistrzowie i Niezależni                                         | 3         | 3         | 5         | 11      | 3   |
| ANO 2011                                                           | 3         | 3         | 1         | 7       | 1   |
| Partia Zielonych                                                   | 2         | 1         | 0         | 3       | 1   |
| TOP 09                                                             | 0         | 2         | 1         | 3       | 1   |
| Senator 21                                                         | 1         | 0         | 1         | 2       | 1   |
| Bezpartyjni                                                        | 0         | 1         | 0         | 1       | 0   |
| Czeska Partia Piratów                                              | 0         | 0         | 1         | 1       | 0   |
| Marek Hilšer do Senatu                                             | 0         | 0         | 1         | 1       | 1   |
| Obywatele Patrioci                                                 | 0         | 1         | 0         | 1       | 0   |
| Obywatele Razem – Niezależni                                       | 0         | 1         | 0         | 1       | 0   |
| Ostrawiak                                                          | 0         | 0         | 1         | 1       | 0   |
| Partia Przedsiębiorców Republiki Czeskiej                          | 1         | 0         | 0         | 1       | 0   |
| Ruch na rzecz Pragi 11                                             | 0         | 1         | 0         | 1       | 0   |
| Severočeši.cz                                                      | 0         | 1         | 0         | 1       | 0   |
| Zjednoczeni Demokraci – Stowarzyszenie Niezależnych                | 0         | 1         | 0         | 1       | 0   |
| Komunistyczna Partia Czech i Moraw                                 | 0         | 0         | 0         | 0       | 1   |
| Kandydaci niezależni                                               | 0         | 1         | 3         | 4       | 2   |
| Ogółem                                                             | 27        | 27        | 27        | 81      | —   |

Kolumna wyróżniona odcieniem zieleni wskazuje liczbę mandatów senatorskich obsadzonych przez dane stronnictwa w 2018 roku.
Dzięki zwycięstwu ODS odzyskała po ośmiu latach przerwy status najliczniej reprezentowanej partii w Senacie, a jej przedstawiciel Jaroslav Kubera został nowym przewodniczącym izby. Rekordowo wysoką liczbę deputowanych posiadała inna partia opozycyjna – STAN. Porażkę poniosły natomiast ugrupowania koalicji rządowej (utrata łącznie dziewięciu mandatów), przy czym ČSSD miała po wyborach najmniej senatorów od 2008 roku. Po raz pierwszy w izbie wyższej parlamentu czeskiego zabrakło przedstawicieli KSČM. Ogółem w kadencji 2018–2020 Senatu zasiadali deputowani zgłoszeni przez 19 partii i ruchów politycznych, co było wyrównaniem rekordowo wysokiej liczby z poprzedniej kadencji. Najwyższa w historii była również liczba senatorów niezależnych – czworo.

## Lista wybranych senatorów
Gwiazdką oznaczono deputowanych, którzy ubiegali się o reelekcję. W nawiasach podano miejsce zajęte przez danego kandydata w I turze.
Źródło: Český statistický úřad.
| Okręg wyborczy            | Imię i nazwisko   | Partia lub ruch zgłaszający | I tura     | II tura |
| ------------------------- | ----------------- | --------------------------- | ---------- | ------- |
| 2 – Sokolov               | Miroslav Balatka  | STAN                        | 28,75 (1.) | 59,47   |
| 5 – Chomutov              | Přemysl Rabas     | SEN 21                      | 33,52 (1.) | 62,53   |
| 8 – Rokycany              | Pavel Karpíšek    | ODS                         | 28,56 (1.) | 68,38   |
| 11 – Domažlice            | Vladislav Vilímec | ODS                         | 21,49 (1.) | 52,60   |
| 14 – Czeskie Budziejowice | Ladislav Faktor   | niezależny                  | 41,05 (1.) | 61,89   |
| 17 – Praga 12             | Pavel Fischer     | niezależny                  | 47,99 (1.) | 78,08   |
| 20 – Praga 4              | Jiří Drahoš       | STAN                        | 52,66 (1.) | —       |
| 23 – Praga 8              | Lukáš Wagenknecht | Piráti                      | 18,15 (1.) | 54,45   |
| 26 – Praga 2              | Marek Hilšer      | MHS                         | 44,45 (1.) | 79,75   |
| 29 – Litomierzyce         | Ladislav Chlupáč  | ODS                         | 24,51 (1.) | 56,41   |
| 32 – Cieplice             | Jaroslav Kubera*  | ODS                         | 41,81 (1.) | 55,60   |
| 35 – Jablonec nad Nysą    | Jaroslav Zeman*   | ODS                         | 34,32 (1.) | 56,43   |
| 38 – Mladá Boleslav       | Raduan Nwelati    | ODS                         | 33,87 (1.) | 61,96   |
| 41 – Benešov              | Zdeněk Hraba      | STAN                        | 20,93 (1.) | 60,95   |
| 44 – Chrudim              | Jan Tecl          | ODS                         | 15,44 (1.) | 63,90   |
| 47 – Náchod               | Martin Červiček   | ODS                         | 26,50 (2.) | 56,46   |
| 50 – Svitavy              | Michal Kortyš     | ODS                         | 24,74 (1.) | 62,76   |
| 53 – Třebíč               | Hana Žáková       | STAN                        | 28,50 (1.) | 77,47   |
| 56 – Brzecław             | Rostislav Koštial | ODS                         | 27,12 (1.) | 64,03   |
| 59 – Brno-miasto          | Mikuláš Bek       | STAN                        | 38,18 (1.) | 72,41   |
| 62 – Prościejów           | Jitka Chalánková  | niezależna                  | 12,68 (2.) | 59,86   |
| 65 – Šumperk              | Miroslav Adámek   | ANO                         | 29,21 (1.) | 60,56   |
| 68 – Opawa                | Herbert Pavera    | TOP 09                      | 36,27 (1.) | 68,50   |
| 71 – Ostrawa-miasto       | Leopold Sulovský  | Ostravak                    | 24,83 (1.) | 59,90   |
| 74 – Karwina              | Petr Vícha*       | ČSSD                        | 36,72 (1.) | 72,07   |
| 77 – Vsetín               | Jiří Čunek*       | KDU-ČSL                     | 51,60 (1.) | —       |
| 80 – Zlin                 | Patrik Kunčar*    | KDU-ČSL                     | 33,40 (1.) | 60,77   |

## Lista senatorów, którzy nie uzyskali reelekcji
W nawiasach podano miejsce zajęte przez danego kandydata w I turze.
Źródło: Český statistický úřad.
| Okręg wyborczy            | Imię i nazwisko   | Partia lub ruch zgłaszający | I tura     | II tura    |
| ------------------------- | ----------------- | --------------------------- | ---------- | ---------- |
| 5 – Chomutov              | Václav Homolka    | KSČM                        | 9,67 (4.)  | —          |
| 8 – Rokycany              | Milada Emmerová   | ČSSD                        | 15,79 (2.) | 31,62 (2.) |
| 11 – Domažlice            | Jan Látka         | ČSSD                        | 21,48 (2.) | 47,40 (2.) |
| 14 – Czeskie Budziejowice | Jiří Šesták       | STAN                        | 27,29 (2.) | 38,11 (2.) |
| 20 – Praga 4              | Eva Syková        | ANO                         | 13,07 (2.) | —          |
| 26 – Praga 2              | Libor Michálek    | Piráti                      | 15,58 (2.) | 20,25 (2.) |
| 62 – Prościejów           | Božena Sekaninová | ČSSD                        | 18,69 (1.) | 40,14 (2.) |
| 65 – Šumperk              | Zdeněk Brož       | KDU-ČSL                     | 20,47 (2.) | 39,44 (2.) |